# SOTEX GINETEX CZ
SOTEX GINETEX CZ je česká nezisková organizace, od roku 1996 působící v textilním sektoru, jejímž hlavním posláním je správné a legální šíření symbolů ošetřování pro textilní výrobky v České republice.
Je členem mezinárodní organizací GINETEX a CLUTEX, tímto se i české označené výrobky stávají čitelné v zahraničí, již půl století původem z Paříže. Také spolupracuje s TZÚ a Asociací textilního-oděvního-kožedělného průmyslu.

Název SOTEXu vznikl zkratkou ze slov: sdružení, označování, textilu. 

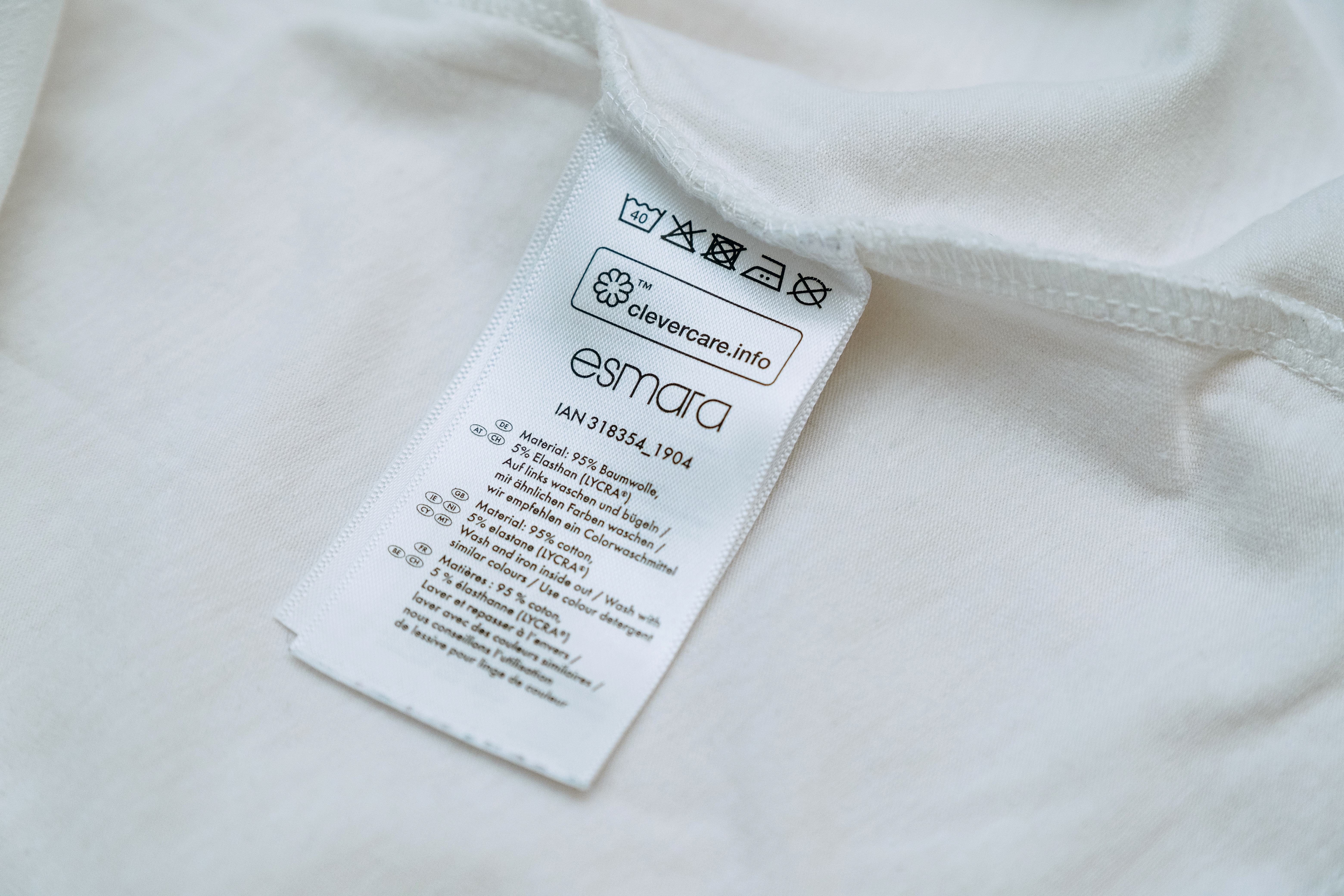
Symboly údržby a ošetřování umístěné na etiketě textilního výrobku

## Historie
SOTEX vznikl dne 26. srpna 1996 zápisem na Magistrátu města Brna pod číslem Rg 1996/2 jako odezva na požadavek mezinárodního GINETEXe s právními aspekty používání symbolů ošetřování pro textilní výrobky. Do té doby byly symboly údržby používány v podstatě neoprávněně. V období socialismu východní blok neřešil žádné nároky plynoucí z ochranné známky na symboly údržby a to pro žádnou z tehdejších zemí socialistického zřízení v Evropě.
Na vzniku SOTEXu se podílely oborové textilní asociace:
- Asociace textilního-oděvního-kožedělného průmyslu ČR
- Asociace prádelen a čistíren ČR
- Svaz obchodu České republiky
- Sdružení obrany spotřebitelů a Henkel - Ecolab s.r.o.

V roce 2008 byl v rámci užší spolupráce s GINETEXem změněn název sdružení na SOTEX GINETEX CZ. Od roku 2014 je právní forma SOTEXu zapsaným spolkem. V roce 2022 SOTEX sídlí v prostorech Textilního zkušebního ústavu na Cejlu 12 v Brně.

### Mezinárodní spolupráce
Česká republika byla třikrát (v letech 2017, 2019 a 2021) zahrnuta do mezinárodního průzkumu znalosti symbolů ošetřování a návyků spotřebitelů při nakupování a péči o textil, který realizovala výzkumná agentura IPSOS.

### Udržitelný rozvoj
Problém fast-fashion, obrovská spotřeba textilii, ukazuje, že zachování komplexních informací o výrobku na etiketě umožňuje jeho další využití jako hodnotné suroviny v rámci příklonu k cirkulární ekonomii. SOTEX svou stabilní činností na českém trhu pomáhá udržitelné spotřebě textilních a oděvních výrobků. Českému prostředí je významným zdrojem informací z mezinárodních studii.

## Činnosti spolku
Symboly údržby na textiliích nesou jedinečnou informaci o doporučeném ošetřování daného výrobku, aby nedošlo k jeho nevratnému poškození. Symboly údržby jsou předmětem mezinárodní normy ISO 3758 - Textilie - Symboly ošetřování. SOTEX poskytuje výrobním firmám informaci o správném označování textilních výrobků a formou členství uděluje licence k legálnímu používání symbolů údržby, které jsou chráněny mezinárodní ochrannou známkou.
Současně SOTEX myšlenku symbolů ošetřování a jejich význam šíří i mezi spotřebiteli a případně poskytovateli služeb (prádelny a čistírny), kteří symboly údržby potřebují ke správné péči.

### QZ - Zaručená kvalita

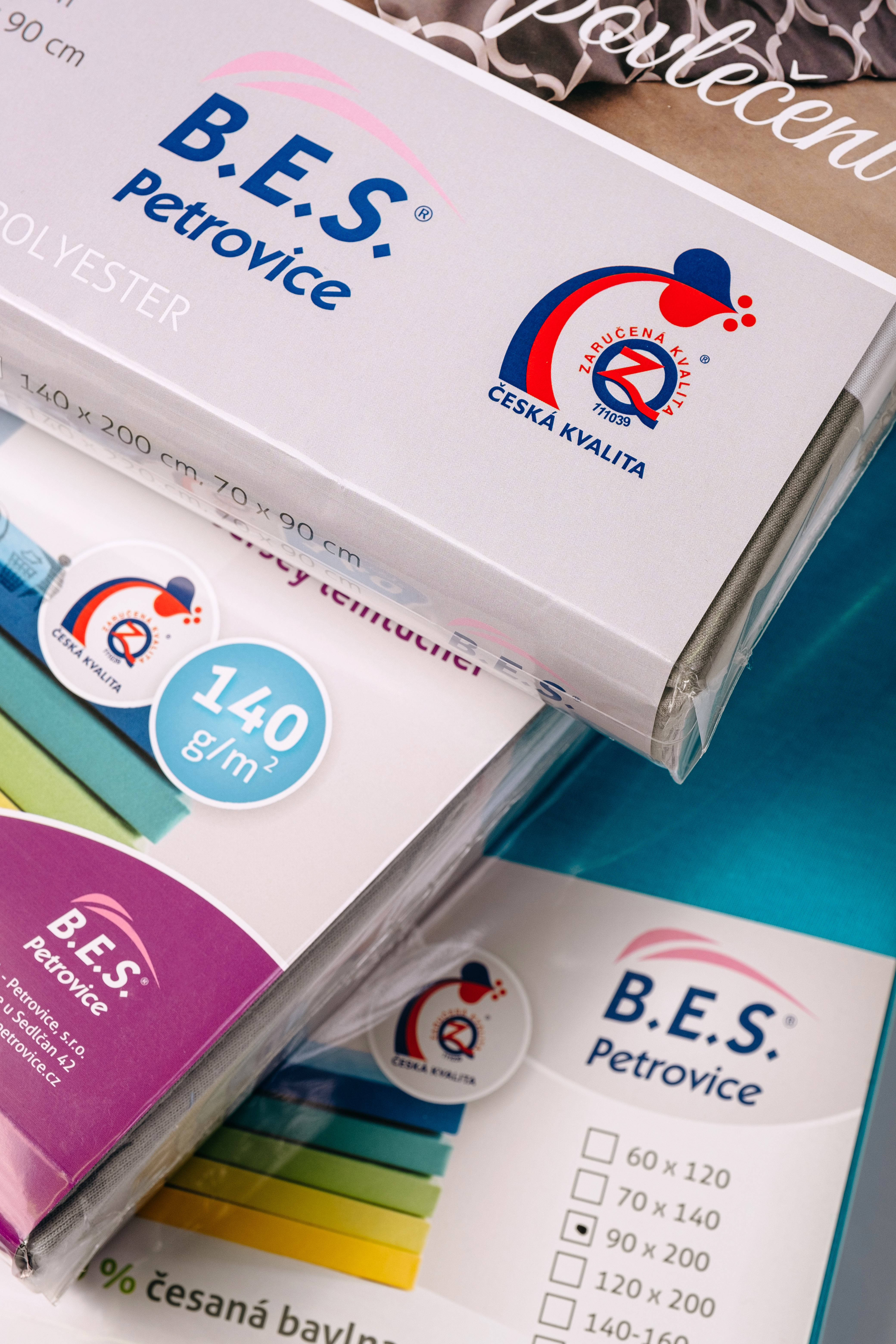
QZ - Zaručená kvalita na informuje o ověřených vlastnostech výrobku. Značka je součástí vládního programu Česká kvalita

Od roku 1999 vzniká v rámci spolku tzv. značka kvality QZ - Zaručená kvalita (v angl. překladu Quality Zone). Půjčuje se textilním výrobkům s ověřenou kvalitou. Právní forma je ochranná známka pod č. 214683 registrované u Úřadu průmyslového vlastnictví. Značka QZ - Zaručená kvalita se mezi prvními stala součástí Národního programu Česká kvalita, který vznikl na základě Usnesení vlády ČR č. 685 z 26. června 2002.
Typickým žadatelem jsou výrobci dětského zboží, lůžkovin a pod. V roce 2022 bylo v České republice na 30 držitelů.

### Clevercare.info
Textilní spolky se v rámci Evropy také usnesly na potřebe doplnit symboly údržby o odkaz na webovou stránku clevercare.info. Zde jsou uvedeny pro spotřebitele informace o ekologické udržitelnosti, zejména o jednoduchých a efektivních opatřeních ekologické údržby textilu:
- Snížit teplotu prací lázně.
- Sušit na vzduchu.
- Používat ECO programy a j.